# Mike van der Hoorn
Mike van der Hoorn (* 31. října 1992, Almere, Nizozemsko) je nizozemský fotbalový obránce, který v současnosti působí v klubu FC Utrecht, kde je na hostování z Arminie Bielefeld. Hraje ve středu obrany.

## Klubová kariéra
Profesionální fotbalovou kariéru zahájil v FC Utrecht, klubu, ve kterém prošel mládežnickými týmy. V A-týmu Utrechtu debutoval 15. května 2011 v domácím zápase s AZ Alkmaar, kdy přišel na hrací plochu v 77. minutě za stavu 2:1. V klubu získal cenu Davida Di Tommasa za sezónu 2012/13, o které rozhodují fanoušci.
V červenci 2013 přestoupil za 3,8 milionu eur do klubu AFC Ajax, kde podepsal čtyřletou smlouvu. S Ajaxem vyhrál hned zkraje sezóny 2013/14 Johan Cruijff Schaal (nizozemský Superpohár) a na jejím konci titul v Eredivisie.

## Reprezentační kariéra
V červnu 2013 jej trenér Cor Pot nominoval na Mistrovství Evropy hráčů do 21 let konané v Izraeli. S týmem se dostal do semifinále, kde Nizozemsko vypadlo s Itálií po porážce 0:1.